# Moeck Musikinstrumente + Verlag

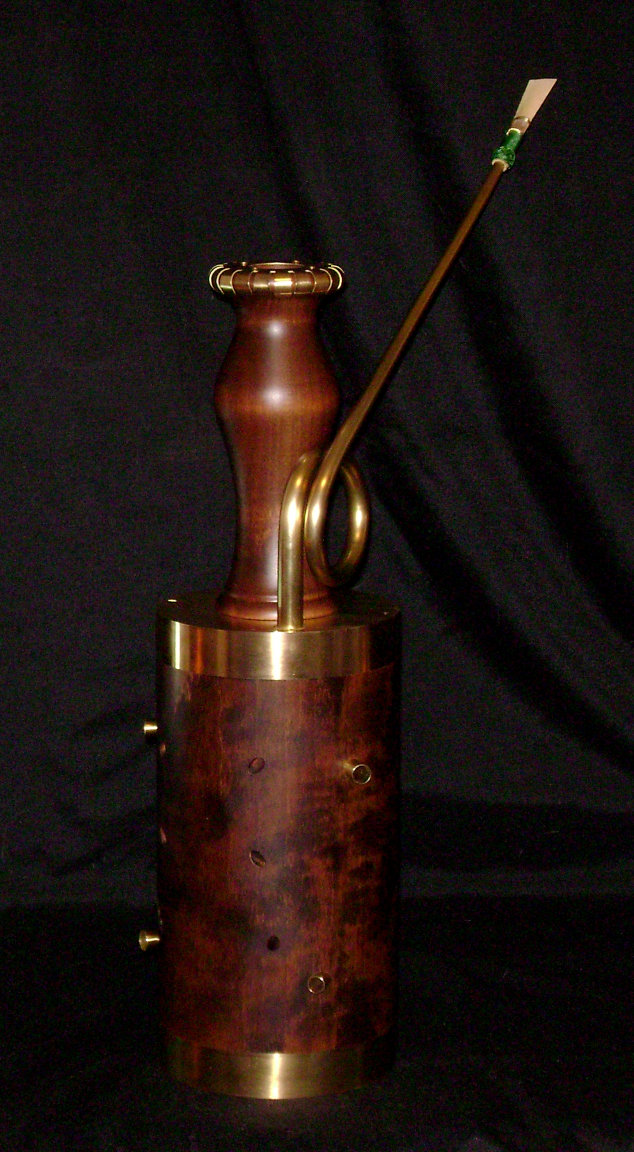
Nachbau eines Ranketts aus der Barockzeit von Moeck

Moeck Musikinstrumente + Verlag ist ein deutscher Hersteller von Blockflöten und historischen Blasinstrumenten sowie ein Musikverlag.

## Geschichte
Das Unternehmen wurde 1930 von Hermann Johannes Moeck als Hermann Moeck Verlag oHG in Celle gegründet. Es wurden zunächst Blockflöten von Oskar Schlosser und Rudolf Otto vertrieben. 1931 erschien erstmals die von Moeck herausgegebene Zeitschrift Der Blockflötenspiegel und ab 1932 die Notenausgabe der Zeitschrift für Spielmusik. 1960 übernahm der Sohn Hermann Alexander Moeck, welcher seit 1956 auch Werke der Neuen Musik herausgab, das Unternehmen, welches 1966 als Moeck Verlag + Instrumentenwerk firmiert wurde.
Die jetzige Gesellschafterin des Unternehmens, Sabine Haase-Moeck, ist die Enkelin des Firmengründers.

## Historische Instrumente
Die Produktpalette wurde durch historische Blasinstrumente wie Krummhörner, Rauschpfeifen, Schalmeien, Dulziane, Traversflöten und Barockoboen ergänzt. 2008 gab das Unternehmen bekannt, bis zum Jahresende die Fertigung historischer Instrumente, abgesehen von Blockflöten, einzustellen.

## Flötenbau
Das Unternehmen stellte bis 1945 Instrumente zunächst aus Halbfabrikaten her, die aus Zwota und Markneukirchen bezogen wurden. Seit 1945 werden die Instrumente ganz in Celle gefertigt. Das Unternehmen stellt Blockflöten  von  Schulinstrumenten bis zu handgefertigten Solistenmodellen her. Alle Lagen von der Sopranino bis zum Subbass werden gefertigt.
Der Blockflötenbauer Friedrich von Huene entwarf für Moeck die „Moeck Rottenburgh“-Serie, die sich an den Instrumenten des barocken Blockflötenbauers Jean-Hyacinthe Rottenburgh orientiert.

## Verlag
Der Verlag ist auf die Herausgabe von Blockflötenmusik aus allen Epochen spezialisiert. Außerdem werden Fachbücher rund um das Thema Blockflöte verlegt. Auch Tonträger gehören zum Sortiment.
Zugleich erscheint im Verlag eine Fachzeitschrift.